# Judgment Day 2007
Judgment Day 2007 è stata la nona edizione dell'evento in pay-per-view Judgment Day, prodotto dalla World Wrestling Entertainment. L'evento si è svolto il 20 maggio 2007 allo Scottrade Center di St. Louis mentre la colonna sonora è stata I Don't Wanna Stop di Ozzy Osbourne. È stata la prima edizione di Judgment Day dal 2003 a comprendere tutti e tre i roster di Raw, SmackDown! e ECW.
Il main event, per quanto riguarda il roster di Raw, fu per il WWE Championship tra il campione John Cena e lo sfidante The Great Khali, vinto da Cena dopo averlo fatto cedere alla STFU. Il main event, per quanto riguarda il roster di SmackDown!, fu per il World Heavyweight Championship tra il campione Edge e lo sfidante Batista, vinto da Edge con uno school boy pin, mentre il match principale del roster della ECW fu l'handicap match per l'ECW Championship tra il campione Vince McMahon, Shane McMahon e Umaga contro lo sfidante Bobby Lashley. Inizialmente Lashley vinse il match dopo aver schienato Shane McMahon; tuttavia non vinse il titolo poiché avrebbe dovuto schienare il detentore Vince McMahon.

## Storyline
La rivalità principale dell'evento fu quella per il WWE Championship tra il campione John Cena e lo sfidante The Great Khali. Nella puntata di Raw del 30 aprile, Khali attaccò Shawn Michaels, Edge e Randy Orton nel backstage per poi attaccare Cena con la Khali Bomb. La settimana successiva, Khali sconfisse Michaels per decisione arbitrale in un No Disqualification match, diventando il primo sfidante al titolo di Cena a Judgment Day.
A Backlash, il Last Man Standing match per il World Heavyweight Championship tra il campione The Undertaker e lo sfidante Batista terminò con un pareggio dopo che entrambi non riuscirono a rialzarsi entro il conteggio di dieci dell'arbitro. Nella puntata di SmackDown dell'11 maggio i due si riaffrontarono in uno Steel Cage match, ma anche tale incontro terminò in parità dopo che entrambi uscirono dalla gabbia allo stesso momento, con Undertaker che conservò ancora la cintura. Al termine del match, il rientrante Mark Henry attaccò brutalmente un esausto Undertaker, consentendo così a Edge di incassare a sorpresa il contratto del Money in the Bank (che vinse il 7 maggio contro Mr. Kennedy) sullo stesso Undertaker per conquistare il titolo per la prima volta. Nella puntata di SmackDown del 18 maggio, dopo un confronto tra i due, venne sancito un match tra Edge e Batista con in palio il World Heavyweight Championship del primo per Judgment Day.
A Backlash, Vince McMahon, suo figlio Shane e Umaga sconfissero il solo Bobby Lashley in un 3-on-1 Handicap match per l'ECW World Championship (di Lashley), permettendo quindi a Vince di diventare il nuovo campione. Successivamente Lashley pretese un rematch per il titolo a Judgment Day e Vince acconsentì, a patto che l'incontro sia esattamente uguale a quello di Backlash.
A WrestleMania 23, Chris Benoit difese con successo lo United States Championship contro Montel Vontavious Porter, con la stessa scena che si ripeté poi a Backlash. Un 2-out-of-3 Falls match tra i due con in palio il titolo fu ulteriormente annunciato per Judgment Day.
Nella puntata di Raw del 30 aprile Shawn Michaels e Randy Orton ebbero un pesante litigio dopo che quest'ultimo indicò Michaels come artefice della sua mancata vittoria del WWE Championship a Backlash, affermando poi che sarebbe riuscito a batterlo facilmente. Dopo che Michaels attaccò Orton nella puntata di Raw del 7 maggio, fu sancito un match tra i due per Judgment Day.
A WrestleMania 23, gli ECW Originals (Rob Van Dam, Tommy Dreamer, Sabu e The Sandman) sconfissero il New Breed (Elijah Burke, Kevin Thorn, Marcus Cor Von e Matt Striker). Nella puntata di ECW del 10 aprile CM Punk, che nelle settimane antecedenti era stato corteggiato da entrambe le fazioni, si unì al New Breed; tuttavia, due settimane più tardi, Punk tradì i suoi nuovi compagni dopo aver colpito Burke con la GTS, durante un match di coppia, favorendo la vittoria degli ECW Originals. Un match tra Punk e Burke venne quindi sancito per Judgment Day.
A Backlash, gli Hardy Boyz (Jeff Hardy e Matt Hardy) difesero con successo il World Tag Team Championship contro Lance Cade e Trevor Murdoch. Un rematch titolato tra le due coppie venne successivamente annunciato per Judgment Day.
Dopo aver avuto dei litigi nelle settimane precedenti, Ric Flair sconfisse Carlito nella puntata di Raw del 15 febbraio. Subito dopo l'incontro, i due formarono tuttavia un'alleanza; con Flair che diventò il mentore di Carlito. Dopo aver però patito numerose sconfitte in match di coppia, tra cui quella in un incontro valevole per la nomina di primi sfidanti al World Tag Team Championship, Carlito effettuò un turn heel attaccando brutalmente Flair nella puntata di Raw del 30 aprile. Un match tra i due venne dunque sancito per Judgment Day.

## Evento

### Match preliminari
L'opener dell'evento fu il match tra Carlito e Ric Flair. Durante le fasi iniziali, Carlito controllò la contesa dopo che aveva ripetutamente danneggiato il braccio sinistro di Flair, lanciandolo poi contro un paletto del ring. Dopo un prolungato dominio di Carlito, Flair contrattaccò con delle chop e dei back bodydrop. Carlito tentò successivamente il Backstabber, ma ne fallì l'esecuzione dopo che Flair si era aggrappato alle corde del ring. Nel finale, dopo che lo aveva colpito al ginocchio sinistro, Flair applicò la figure-four leglock su Carlito, forzandolo alla sottomissione per vincere l'incontro.
L'incontro successivo fu il 3-on-1 Handicap match per l'ECW World Championship tra il campione Vince McMahon, in coppia con Shane McMahon e Umaga, e lo sfidante Bobby Lashley. Dopo che aveva lanciato Umaga all'esterno del ring, Lashley attaccò sia Vince che Shane, colpendo poi quest'ultimo con un overhead belly to belly suplex. Poco dopo, Umaga tentò un Samoan Splash su Lashley ma ne fallì l'esecuzione colpendo accidentalmente Shane. Lashley colpì quindi Umaga con la Spear per poi eseguire la Dominator su Shane, schienando poi quest'ultimo per vincere l'incontro; tuttavia, nonostante avesse vinto, Lashley non conquistò il titolo poiché non aveva schienato Vince, il quale rimase campione.
Il terzo match fu tra CM Punk e Elijah Burke. Durante le fasi iniziali, Burke controllò la contesa dopo che aveva ripetutamente colpito la zona addominale di Punk, la quale era fasciata per via di un leggero infortunio. Punk contrattaccò successivamente con uno springboard dropkick, uno springboard clothesline e un jumping knee all'angolo. Burke reagì eseguendo un belly to belly suplex su Punk per poi schienarlo, ma questi si liberò dallo schienamento al conteggio di due. Dopo aver eseguito un superplex dalla terza corda, Punk colpì Burke con un enzuigiri kick per poi tentare la GTS; tuttavia Burke contrattaccò la manovra con una STO. Burke eseguì poi l'Elijah Express su Punk e lo schienò, ma questi si liberò al conto di due dopo aver toccato le corde del ring. Nel finale, dopo che aveva evitato l'Elijah Experience, Punk eseguì la GTS su Burke per poi schienarlo e vincere l'incontro.
Il quarto match fu tra Randy Orton e Shawn Michaels. Prima che iniziasse l'incontro, Orton attaccò brutalmente Michaels nel backstage. Durante le fasi iniziali, Orton dominò la contesa sfruttando l'infortunio al ginocchio di Michaels (legit), colpendolo poi con un hangman ddt. Michaels riuscì poi a contrattaccare Orton, eseguendo su di lui, anche se a fatica, un diving elbow drop. Michaels tentò poi la Sweet Chin Music su Orton, ma ne fallì l'esecuzione dopo che era collassato a terra per via dell'infortunio. L'arbitro decise quindi di porre fine all'incontro, dando la vittoria ad Orton per KO tecnico. Al termine del match, Orton colpì brutalmente Michaels con una RKO, costringendolo ad essere trasportato in barella nel backstage.
L'incontro seguente fu per il World Tag Team Championship tra i campioni, gli Hardy Boyz, e gli sfidanti Lance Cade e Trevor Murdoch. Durante le fasi iniziali, gli Hardy Boyz dominarono la contesa dopo che avevano colpito sia Cade che Murdoch con il Poetry in Motion. Dopo che Jeff aveva fallito l'esecuzione di un somersault plancha all'esterno del ring, Cade e Murdoch si portarono in vantaggio, con il secondo che eseguì un sunset bomb sullo stesso Jeff per ottenere solamente un conteggio di due. Dopo che aveva ricevuto il cambio, Matt eseguì il Side Effect su Cade ma Murdoch interruppe lo schienamento. Cade colpì quindi Matt con uno spinebuster, ma quest'ultimo si liberò al conteggio di due. Nel finale, dopo che Matt aveva colpito Cade con la Twist of Fate, Jeff eseguì la Swanton Bomb su Murdoch per poi schienarlo e mantenere i titoli di coppia.

### Match principali
Il sesto match della serata fu per il World Heavyweight Championship tra il campione Edge e lo sfidante Batista. Durante le fasi iniziali, Batista controllò la contesa sfruttando la propria potenza a discapito di Edge. Poco dopo, Edge si portò in vantaggio dopo che aveva gettato la gamba fasciata di Batista contro dei gradoni d'acciaio. Dopo un breve dominio di Edge, Batista contrattaccò con una clothesline in mezz'aria ai danni del campione, il quale era in procinto di eseguire una manovra aerea. Batista colpì poi Edge con due powerslam, ma ottenne solamente un conto di due. Edge rovesciò successivamente una terza powerslam di Batista in una Edge-O-Matic, ottenendo solamente un conteggio di due. Edge tentò l'esecuzione della Spear, ma Batista lo anticipò colpendolo a sua volta con un'altra Spear, che valse solo un conto di due. Dopo aver fallito l'esecuzione della Batista Bomb, Batista colpì Edge con uno spinebuster; tuttavia il campione schienò repentinamente Batista con uno school boy pin per vincere l'incontro e mantenere il titolo.
L'incontro successivo fu il 2-out-of-3 Falls match per lo United States Championship tra il campione Chris Benoit e lo sfidante Montel Vontavious Porter. Durante le fasi iniziali, MVP annullò un tentativo di Crippler Crossface dopo aver colpito Benoit con un big boot. Benoit eseguì successivamente tre german suplex su MVP per poi intrappolarlo nella Crippler Crossface, ma questi si liberò dalla presa dopo aver toccato le corde del ring. Dopo averlo gettato contro un paletto del ring, Benoit applicò la Sharpshooter su MVP, ma quest'ultimo si liberò dalla presa dopo aver nuovamente toccato le corde. Dopo essere stato colpito da un enzuigiri kick, MVP reagì ed eseguì il Playmaker su Benoit per aggiudicarsi la prima caduta (1-0). MVP continuò ad attaccare ripetutamente il ginocchio sinistro di Benoit, applicando poi una leglock dalla quale il campione si liberò dopo aver toccato le corde. Nel finale, dopo aver contrattaccato un tentativo di Crippler Crossface, MVP schienò Benoit con un inside cradle per vincere anche la seconda caduta (2-0) e conquistare il titolo per la prima volta.
Il main event fu il match per il WWE Championship tra il campione John Cena e lo sfidante The Great Khali. Durante la fasi iniziali, Khali fu in completo controllo della contesa sfruttando la propria stazza e potenza, colpendo Cena con vari big boot e clothesline per poi gettarlo contro dei gradoni d'acciaio. Poco dopo, Cena eseguì un jumping neckbreaker su Khali ma questi contrattaccò poi con uno spinning kick. Khali applicò successivamente la Vice Grip su Cena, però quest'ultimo si liberò dalla presa per poi lanciare lo stesso Khali contro dei gradoni d'acciaio. Nel finale, dopo aver eseguito un diving leg drop dalla terza corda, Cena applicò la STFU su Khali per forzarlo alla sottomissione e mantenere il titolo.

## Risultati
| #    | Incontri                                                            | Stipulazioni                                                       | Durata |
| ---- | ------------------------------------------------------------------- | ------------------------------------------------------------------ | ------ |
| Dark | Kane ha sconfitto William Regal (con Dave Taylor)                   | Single match                                                       | —      |
| 1    | Ric Flair ha sconfitto Carlito per sottomissione                    | Single match                                                       | 15:34  |
| 2    | Bobby Lashley ha sconfitto Shane McMahon, Umaga e Vince McMahon (c) | Three-on-one handicap match per l'ECW World Championship           | 01:13  |
| 3    | CM Punk ha sconfitto Elijah Burke                                   | Single match                                                       | 16:50  |
| 4    | Randy Orton ha sconfitto Shawn Michaels per knockout tecnico        | Single match                                                       | 04:32  |
| 5    | The Hardy Boyz (c) hanno sconfitto Lance Cade e Trevor Murdoch      | Tag team match per il World Tag Team Championship                  | 15:02  |
| 6    | Edge (c) ha sconfitto Batista                                       | Single match per il World Heavyweight Championship                 | 10:37  |
| 7    | Montel Vontavious Porter ha sconfitto Chris Benoit (c)              | Two-out-of-three falls match per il WWE United States Championship | 12:46  |
| 8    | John Cena (c) ha sconfitto The Great Khali per sottomissione        | Single match per il WWE Championship                               | 08:15  |